# Zamostea
Zamostea is een Roemeense gemeente in het district Suceava.
Zamostea telt 3156 inwoners.